# Ikaris
Ikaris est un super-héros évoluant dans l'univers Marvel de la maison d'édition Marvel Comics. Créé par Jack Kirby, le personnage de fiction apparaît pour la première fois dans le comic book Eternals (vol. 1) #1 en juillet 1976.
Le personnage est représenté comme l'un des membres d'une espèce dérivée de la race humaine connue sous le nom des Éternels.
Dans l'univers cinématographique Marvel, le personnage est interprété par l'acteur Richard Madden, faisant ses débuts au cinéma dans le film Les Éternels (2021).

## Biographie du personnage
Ikaris est l'un des membres des Éternels, une branche de l’humanité constituée d’êtres évolués presque immortels créée par les entités cosmiques nommées les Célestes. Ikaris est né il y a plus de vingt mille ans, sous un autre nom que celui qu'il utilise aujourd’hui (et qui n’a jamais été révélé). Sa famille appartient à une communauté d’Éternels qui vivait dans la cité de Polaria en Sibérie. Ce groupe s’était lui-même baptisé les « Éternels Polaires » pour se différencier de la majorité des autres Éternels, qui vivaient alors dans la cité d’Olympia en Grèce.
Quand les continents d’Atlantis et de la Lémurie furent engloutis aux alentours de 18500 av. J.-C., à la suite de la venue de la Seconde Armée des Célestes sur Terre — provoquant la catastrophe connue ensuite sous le nom du « Grand Cataclysme » —, Ikaris guida une arche de réfugiés (conduite par un autre Éternel appelé Utnapishtim) jusqu’à un endroit sûr. Les humains à bord du navire prirent Ikaris pour un oiseau et la légende devint un élément commun de la plupart des folklores de l'humanité, tout comme les nombreuses autres rencontres fortuites entre les Éternels et les hommes.
La mère d'Ikaris, une scientifique, meurt lors d'une expérience de téléportation alors qu'il est âgé de 300 ans. Alors qu'il est âgé de 710 ans, son père Virako périt à son tour à la suite d'un combat contre un serpent mutant. C'est son oncle Valkin qui le prend en charge jusqu'à sa majorité, qui est de 1 500 ans chez les Éternels.
Ikaris devient ensuite un combattant et affronte à ce titre les Déviants, la race des ennemis jurés des Éternels. Après une nouvelle « visite » des Célestes, les Éternels décident de quitter la Terre. Seule une poignée des membres de cette race restèrent sur Terre, dont Ikaris.
Au cours de leur seconde venue sur Terre, les Célestes châtièrent l’un d’entre eux, libérant à cette occasion leur énergie cosmique contenues par leur armures. Ce Céleste inanimé fut ensuite enseveli sous les futures montagnes Rocheuses en Amérique du Nord et devint par la suite connu comme le « Céleste rêveur ». L’essence cosmique du Céleste et l'arme utilisée pour l'abattre furent enterrées dans la Pyramide des Vents, un temple arctique construit par le père d’Ikaris, Virako, et son oncle Valkin. Ce dernier conçut un système de sécurité pour alerter Ikaris si quiconque tentait de s’introduire dans la Pyramide. Depuis, Ikaris est l’un des rares Éternels à savoir ce que renferme cette pyramide.

## Pouvoirs et capacités
Ikaris est doté des capacités standards des Éternels de la Terre, amplifiées par son statut de Premier Éternel. Au fil des millénaires, il a surtout développé ses capacités physiques. Il a également développé ses cinq sens, afin de pouvoir détecter les Célestes sur de vastes distances (plusieurs années-lumière).
Il possède notamment un contrôle mental complet sur l’intégralité de sa structure moléculaire. Son corps, imbibé d’énergie cosmique, est virtuellement immunisé contre les blessures (immortalité relative) et peut régénérer à volonté. Il est également immunisé contre la vieillesse et les températures extrêmes. Seule une dispersion totale de ses molécules serait capable de le tuer.
En complément de ses pouvoirs, Ikaris est un expert au combat à mains nues, détenant dans ce domaine une très longue expérience, notamment dans les divers styles de lutte moderne. Par ailleurs, il est capable de concevoir et de fabriquer diverses machineries et systèmes mécaniques, notamment des navires de combat.
- Au combat, Ikaris manipule l’énergie cosmique pour accroître sa force et son endurance physiques. Il peut aussi libérer cette énergie par ses mains ou ses yeux sous la forme de chaleur, de lumière ou de force de concussion (force de choc), ce qui lui permet de vaporiser la matière solide[1].
- En manipulant les gravitons, il peut voler dans les airs ou faire léviter une autre personne, jusqu’à atteindre une vitesse de 1 350 km/h. Il est d’ailleurs réputé comme étant l’Éternel le plus rapide en vol[1].
- Il peut aussi réarranger les molécules d’autres substances[1].
- En revanche, ses capacités psychiques sont moins évoluées. Il peut néanmoins sonder par télépathie les pensées superficielles d'esprits peu évolués et matérialiser des illusions mentales ; il utilise habituellement ses illusions pour altérer légèrement son apparence[1].
- Il est aussi capable de se téléporter mais, étant donné que ce pouvoir occasionne chez lui un certain désagrément physique, il utilise rarement cette capacité[1].